# Giorgio Fanti
Giorgio Fanti (Roma, 26 aprile 1945) è un ex calciatore italiano, di ruolo centrocampista.

## Carriera

### Club

#### Inizi
Inizia con un provino dell'allora N.A.G.C. (Nucleo Addestramento Giovani Calciatori) dopo il quale, con altri bambini, entra a far parte della squadra Giovani Italia. In seguito passa nel vivaio della Roma dove disputa il Campionato De Martino. Gli allenatori dell'epoca lo vedevano bene come attaccante facendolo giocare appunto in quel ruolo, ma ben presto si dovettero ricredere spostandolo di fatto nel ruolo di centrocampista.
Cominzia la sua carriera da calciatore spronato dal padre. Decide però di non allontanarsi troppo dalla sua città natale, accasandosi quindi all'Anzio, a pochi passi da casa sua. Subito è notato per le sue doti fisico-atletiche dai dirigenti del Crotone che l'anno seguente decidono di puntare su di lui.
In Calabria disputa un campionato che permette al giocatore di mettersi nuovamente in mostra, venendo notato dal Pescara che a fine campionato lo mette sotto contratto. In Abruzzo esordisce in un'amichevole contro la Roma, sua ex squadra, battendola per 2-1 (con una rete sua) sotto la pioggia. L'annata 1967-1968 in biancazzurro è anche quella che lo vede andare in rete con continuità: a fine stagione totalizza 7 gol.

#### Brescia

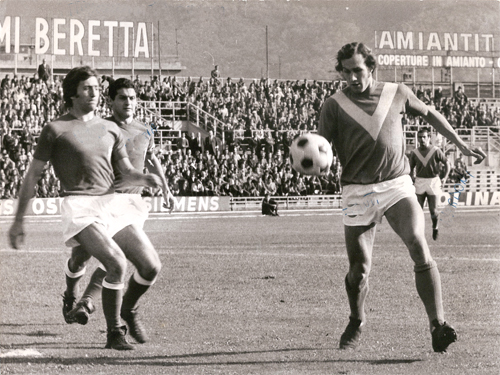
Fanti in azione palla al piede, mentre viene affrontato da Volpi e Mazzia, nel corso di Brescia-Perugia (0-0) del 17 ottobre 1971.

Con la maglia del Brescia colleziona 200 presenze in campionato. Il 29 settembre 1968, in Reggina-Brescia (1-0), giorno del suo esordio con la nuova maglia, è stato il primo giocatore delle rondinelle a subentrare come tredicesimo uomo, quando al 13' rilevò l'infortunato Fumagalli Alla fine di questa stagione il Brescia di Arturo Silvestri, classificandosi secondo dietro alla Lazio, viene promosso nella massima serie.
Nell'annata successiva fa il suo esordio in Serie A il 19 ottobre 1969, quando alla sesta giornata subentra al 55' all'attaccante Frisoni in un Brescia-Verona terminato a reti inviolate. La stagione non sarà molto fortunata per i lombardi che, classificatisi quattordicesimi, retrocederanno immediatamente in Serie B, e per lo stesso Fanti che metterà assieme le sue uniche 19 presenze in massima serie. Oltre alle 200 presenze in campionato, con la maglia del Brescia ha disputato anche 20 partite in Coppa Italia e 2 gare in Coppa Mitropa nella stagione 1969-1970. Sono 5 le sue reti complessive: la prima di queste l'ha messa segno il 21 gennaio 1973 in Brescia-Mantova (1-2) alla diciannovesima giornata di campionato.

#### Ultimi anni

Fanti al Taranto nella stagione 1977-1978

Al Taranto giunge per volere del presidente Giovanni Fico. Nella prima stagione, 1976-1977, disputò 35 gare in campionato; nella successiva, 1977-1978, le cose peggiorarono quando venne a mancare Erasmo Iacovone, deceduto in un incidente stradale. Nell'ultima stagione tra i professionisti, 1978-1979, un infortunio al ginocchio (il primo della sua carriera) lo tenne fuori sei mesi.
Alla fine della carriera professionistica è tornato a vivere a Brescia, città nella quale da calciatore ha disputato otto delle quattordici stagioni calcistiche, e dove nel 1972 è convolato a nozze con Rossana. Qui, dopo l'insistenza di alcuni amici, per alcuni anni ha giocato come dilettante nelle serie minori, in principio nel Concesio, in Terza Categoria, e poi nel Lumezzane ai quei tempi allenato da Luigi Maifredi; termina la sua "seconda carriera" sportiva nella Norton.

### Nazionale
Ha disputato 2 partite nella Nazionale di Serie C.

## Statistiche

### Cronologia presenze e reti nei club
| Stagione       | Squadra        | Camp.          | Presenze | Reti |
| -------------- | -------------- | -------------- | -------- | ---- |
| 1965-1966      | Anzio          | Serie D        | 23       | 0    |
| 1966-1967      | Crotone        | Serie C        | 31       | 1    |
| 1967-1968      | Pescara        | Serie C        | 30       | 7    |
| 1968-1969      | Brescia        | Serie B        | 11       | 0    |
| 1969-1970      | Brescia        | Serie A        | 19       | 0    |
| 1970-1971      | Brescia        | Serie B        | 23       | 0    |
| 1971-1972      | Brescia        | Serie B        | 32       | 0    |
| 1972-1973      | Brescia        | Serie B        | 27       | 1    |
| 1973-1974      | Brescia        | Serie B        | 28       | 3    |
| 1974-1975      | Brescia        | Serie B        | 36       | 1    |
| 1975-1976      | Brescia        | Serie B        | 24       | 0    |
| 1976-1977      | Taranto        | Serie B        | 35       | 0    |
| 1977-1978      | Taranto        | Serie B        | 26       | 0    |
| 1978-1979      | Taranto        | Serie B        | 18       | 0    |
| Totale Serie A | Totale Serie A | Totale Serie A | 19       | 0    |
| Totale Serie B | Totale Serie B | Totale Serie B | 260      | 5    |